# Georgios Galitsios
Georgios Galitsios (Larisa, unidad periférica de Larisa, periferia de Tesalia, Grecia, 6 de julio de 1986) es un futbolista griego que juega de defensa para el Panionios GSS de la Gamma Ethniki.

## Biografía
Es hijo del exjugador Giannis Galitsios. Su hermano Alexandros Galitsios también es futbolista, juega en Volos NPS.

## Selección nacional
Ha sido internacional con Grecia en categorías inferiores.

## Clubes
| Club                 | País    | Año       |
| -------------------- | ------- | --------- |
| Larissa F. C.        | Grecia  | 2005-2008 |
| Olympiacos F. C.     | Grecia  | 2008-2011 |
| Panionios GSS        | Grecia  | 2011      |
| K. S. C. Lokeren     | Bélgica | 2011-2017 |
| Royal Excel Mouscron | Bélgica | 2018-2019 |
| Anorthosis Famagusta | Chipre  | 2019-2021 |
| Panionios GSS        | Grecia  | 2022-     |

## Palmarés

### Títulos nacionales
| Título          | Club                 | País    | Año  |
| --------------- | -------------------- | ------- | ---- |
| Copa de Grecia  | AE Larisa            | Grecia  | 2007 |
| Copa de Grecia  | Olympiacos F. C.     | Grecia  | 2009 |
| Alpha Ethniki   | Olympiacos F. C.     | Grecia  | 2009 |
| Copa de Bélgica | K. S. C. Lokeren     | Bélgica | 2012 |
| Copa de Bélgica | K. S. C. Lokeren     | Bélgica | 2014 |
| Copa de Chipre  | Anorthosis Famagusta | Chipre  | 2021 |